# MTA
Mail Transfer Agent или скраћено MTA је рачунарски програм за преношење електронске поште са једног рачунара на други. 
Сервер е-поште или сервер поште је уобичајено име за агента за пренос поште (МТА) у систему е-поште. Обично сервер за пошту ради „у позадини“, а корисници користе клијента е-поште (кориснички агент поште, МУА).

## Шема интеракције
У уобичајеној конфигурацији, када корисник откуца поруку и пошаље је примаоцу, клијент поште комуницира са сервером поште користећи СМТП протокол. Сервер поште пошиљаоца ступа у интеракцију са сервером поште примаоца (директно или преко посредног сервера – релеја). На серверу поште примаоца, порука се испоручује у поштанско сандуче преко МДА агента за испоруку порука. МДА може бити део ПОП/ИМАП сервера (на пример, достави и лмтпд за Цирус-ИМАП), део СМТП сервера (на пример, маил.лоцал за Сендмаил, иако се Процмаил чешће користи са Сендмаилом) или посебан софтвер (на пример, Процмаил). За коначну испоруку примљених порука, уместо СМТП-а користи се други протокол – често ПОП3 или ИМАП – који такође подржава већина сервера поште. Иако је у најједноставнијој имплементацији МТА довољно примљене поруке ставити у лични директоријум корисника у систему датотека централног сервера („поштанско сандуче”).
Често сервер за пошту укључује софтвер за организовање дистрибуције е-поште.

## Пренос наспрам приступа
Сервер за преношење или филтрирање обично чува е-пошту само на кратко, али други системи чувају пуне поштанске сандучиће е-поште – у том случају обично подржавају нека средства за крајње кориснике да приступе својој е-пошти преко корисничког агента за пошту (МУА) или клијента е-поште.
Општи протоколи за ово:
- Протокол поште (ПОП3)
- Протокол за приступ Интернет порукама (ИМАП)
- Власнички системи као што је Мицрософтов МАПИ

Слање нове е-поште са клијента е-поште се врши преко СМТП-а, обично на порту 587 или 465, и сада је обично ограничено на сервере на којима корисник има налог, као што је њихов ИСП. Ово се ради из политичких, а не из техничких разлога, тако да ИСП-ови имају неке начине да своје кориснике позову на одговорност за нежељену пошту и друге облике злоупотребе е-поште.